# Jorge Ágapo Gonzales
Jorge Ágapo Gonzales (Mallares, departamento de Piura, Perú, 25 de marzo de 1967) es un exfutbolista y entrenador peruano. Jugaba en la posición de defensa central y actualmente dirige a Deportivo Municipal de Vice que participa en la Copa Perú. Tiene 57 años.

## Trayectoria
Comenzó jugando al fútbol en el Deportivo Mallares hasta que en 1987 pasa a formar parte del club Alianza Atlético de Sullana con el cual se hace conocido como un referente del equipo y recio zaguero. Luego de varias temporadas siendo capitán, anotando goles pese a ser defensa central y realizando grandes campañas con el club sullanero. La temporada 1991 sería clave en la carrera de Jorge Ágapo Gonzales. La Selección de fútbol del Perú que Miguel Company preparaba para la Copa América de Chile estaba integrada exclusivamente por jugadores de la zona Metropolitana, y en medio de los consabidos cuestionamientos periodísticos al proceso se esperaba la ausencia de jugadores provincianos. Company decidió responder con la convocatoria de un solo jugador del interior: el elegido fue el zaguero de Alianza Atlético. En 1995 se va a jugar con Sport Boys del Callao para luego seguir su carrera en Talara jugando en el Atlético Torino donde permanece hasta que pierde la categoría en 1997. El siguiente año alternó unos meses en Unión Minas antes de regresar a Alianza Atlético de Sullana, club con el cual disputó su último partido en el fútbol profesional.
Su primera experiencia como entrenador en Lima fue como entrenador en la academia de fútbol de Melgar-AFIS, luego pasó a las divisiones de menores de club América Cochahuayco para luego dirigir a la categoría 94 de Club Universitario de Deportes donde militaban los jugadores Edison Flores y  Andy Polo, fue fundamental en la formación de dichos futbolistas siendo reconocido muchas veces por los mismos. Luego de haber hecho una excelente campaña con la categoría 94 de menores de Club Universitario de Deportes es promovido al América Cochahuayco de la Segunda División del Perú —conocida como Liga 2 de Fútbol Profesional donde militaba el jugador Raúl Ruidíaz logrando hacer una buena campaña en dicho torneo. Luego de ello dirige a equipos como Club Deportivo Alianza Unicachi de la Segunda División del Perú, Deportivo Binacional Copa Perú, Atlético Torino  de la Segunda División del Perú, dirigiendo también a dicho equipo en la Copa Perú. En el año 2023 después de 23 años lejos de Sullana regresa para dirigir a la reserva del club Alianza Atlético de Sullana donde meses después es nombrado como director técnico del equipo principal del club Alianza Atlético de Sullana en la actualidad siendo uno de los 4 técnicos peruanos que dirigen en la La Primera División del Perú —conocida como Liga 1 de Fútbol Profesional o simplemente Liga 1 y por motivos de patrocinio comercial Liga 1 Betsson.

## Clubes

### Como futbolista
| Club               | País | Año         |
| ------------------ | ---- | ----------- |
| Deportivo Mallarés | Perú | 1986        |
| Alianza Atlético   | Perú | 1987 - 1994 |
| Sport Boys         | Perú | 1995        |
| Atlético Torino    | Perú | 1996 - 1997 |
| Unión Minas        | Perú | 1998        |
| Alianza Atlético   | Perú | 1999 - 2000 |

### Como entrenador
| Club                       | País | Año         |
| -------------------------- | ---- | ----------- |
| América Cochahuayco        | Perú | 2008 - 2010 |
| Alianza Unicachi           | Perú | 2011        |
| Defensor Politécnico       | Perú | 2011        |
| Deportivo Binacional       | Perú | 2013        |
| Estudiantes Puno           | Perú | 2014        |
| Sport Liberal              | Perú | 2014        |
| Atlético Torino            | Perú | 2014        |
| Sport Rosario              | Perú | 2015        |
| Sport Collao de Ilave      | Perú | 2018        |
| Deportivo Robles de Calca  | Perú | 2018        |
| Deportivo Cali             | Perú | 2019        |
| Alianza Atlético           | Perú | 2023        |
| Deportivo Municipal (Vice) | Perú | 2024        |